# G7a

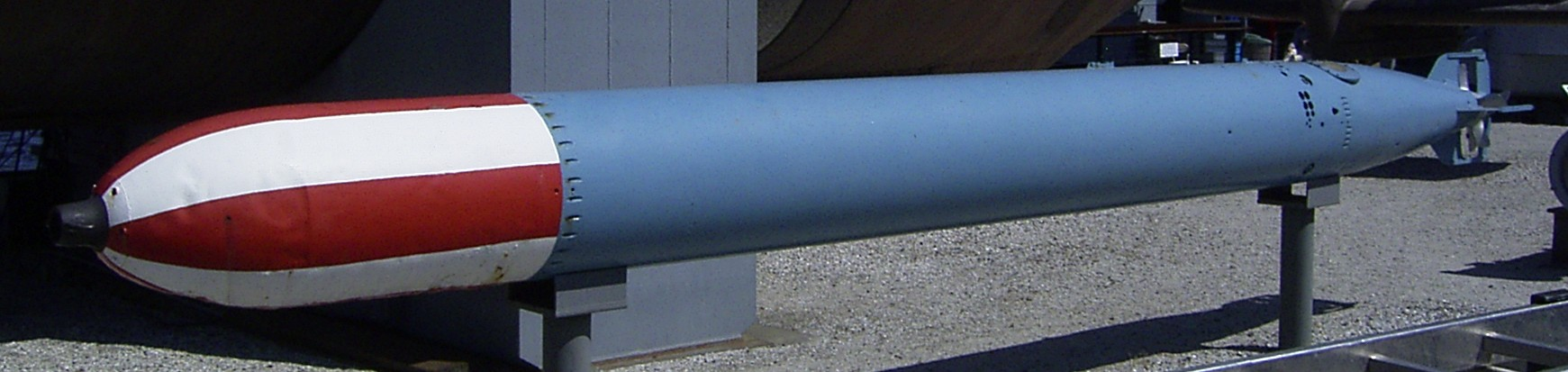
Торпеда G7a. Германский Морской музей в Вильхельмсхафене.

G7a — парогазовая немецкая торпеда эскадренных миноносцев и подводных лодок калибра 533 мм. Сконструирована в начале 1920-х гг., состояла на вооружении немецких подводных лодок в межвоенный период (с начала 1930-х гг.) и в период Второй мировой войны.

## Принцип действия

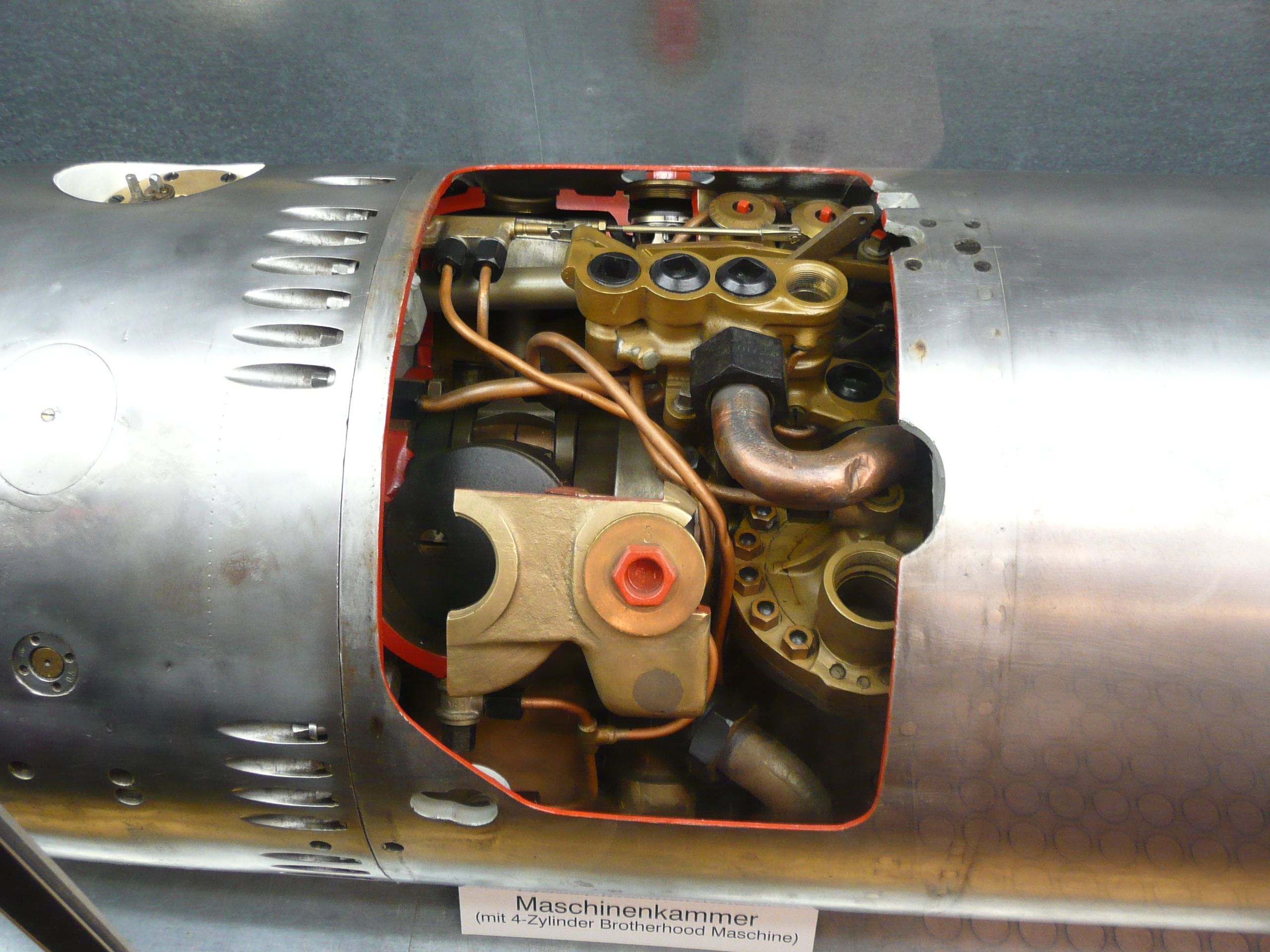
Четырёхцилиндровый двигатель торпеды G7a

Торпеда приводилась в движение собственным двигателем и удерживала заданный курс следования с помощью системы автономного наведения. Важным источником работы систем торпеды являлся резервуар со сжатым воздухом, который занимал около половины пространства внутри 7-метрового стального корпуса.

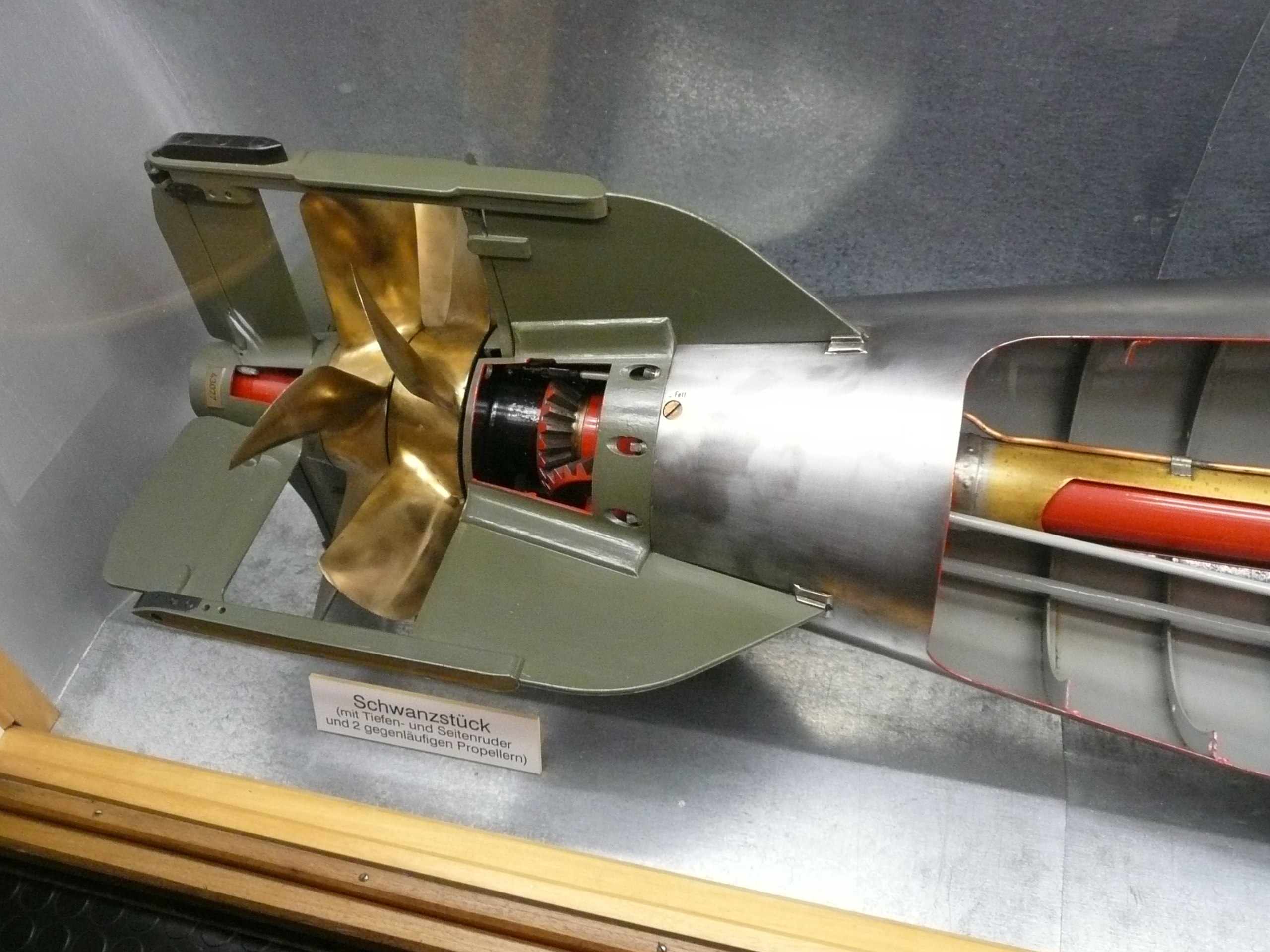
Гребные винты торпеды G7a

Когда торпеду запускали, её прохождение через торпедный аппарат приводило в действие специальный переключатель и сжатый воздух из резервуара через небольшую трубу и регулятор давления подавался в камеру сгорания. Проходя по дополнительным трубкам, сжатый воздух включал и другие механические системы торпеды.
Внутри камеры сгорания смесь сжатого воздуха и топлива из соседнего резервуара поджигалась воспламенителем ударного действия, похожим на свечу зажигания. Раскаленные газы от сгорания топлива превращали тонко распыленную в камере охлажденную воду в парогазовую смесь, приводившую в действие четырёхцилиндровый двигатель торпеды. Двигатель вращал два полых приводных вала, вставленных один в другой, приводивших в движение два гребных винта торпеды. Винты вращались в противоположных направлениях, чтобы избежать вращения торпеды вокруг продольной оси и она не сбилась с курса.

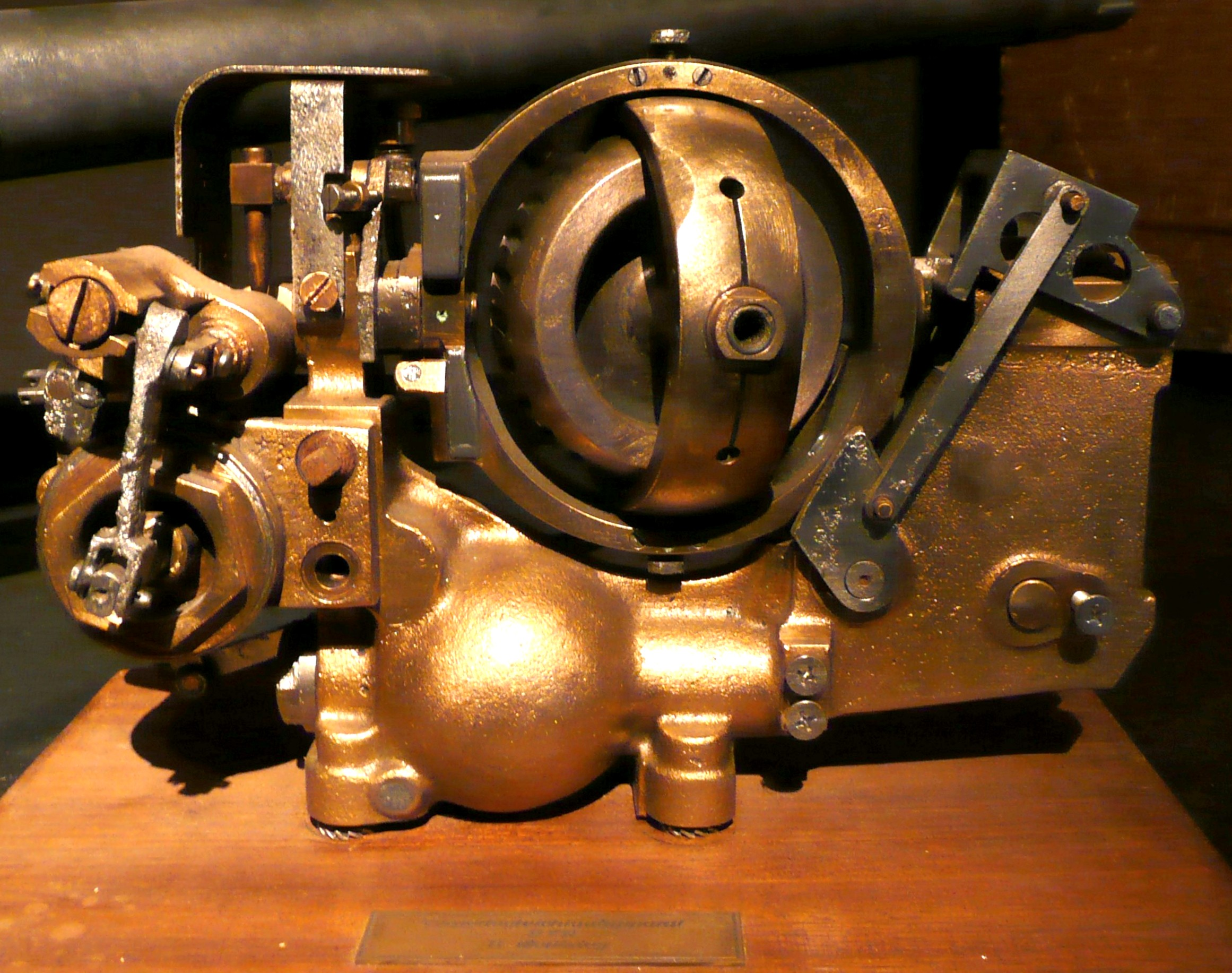
Гироскоп торпеды G7a

Движение торпеды по нужному курсу обеспечивалось с помощью гироскопа, ротор которого также вращался сжатым воздухом со скоростью, соответствующей трём заданным скоростям движения торпеды в 30, 40 и 44 узла. Чувствительный к любому отклонению от заданного курса, гироскоп включал небольшой моторчик (серводвигатель), который изменял положение соответствующих рулей. Датчик глубины и его серводвигатель удерживали ход торпеды на требуемой глубине воздействием на рули погружения.

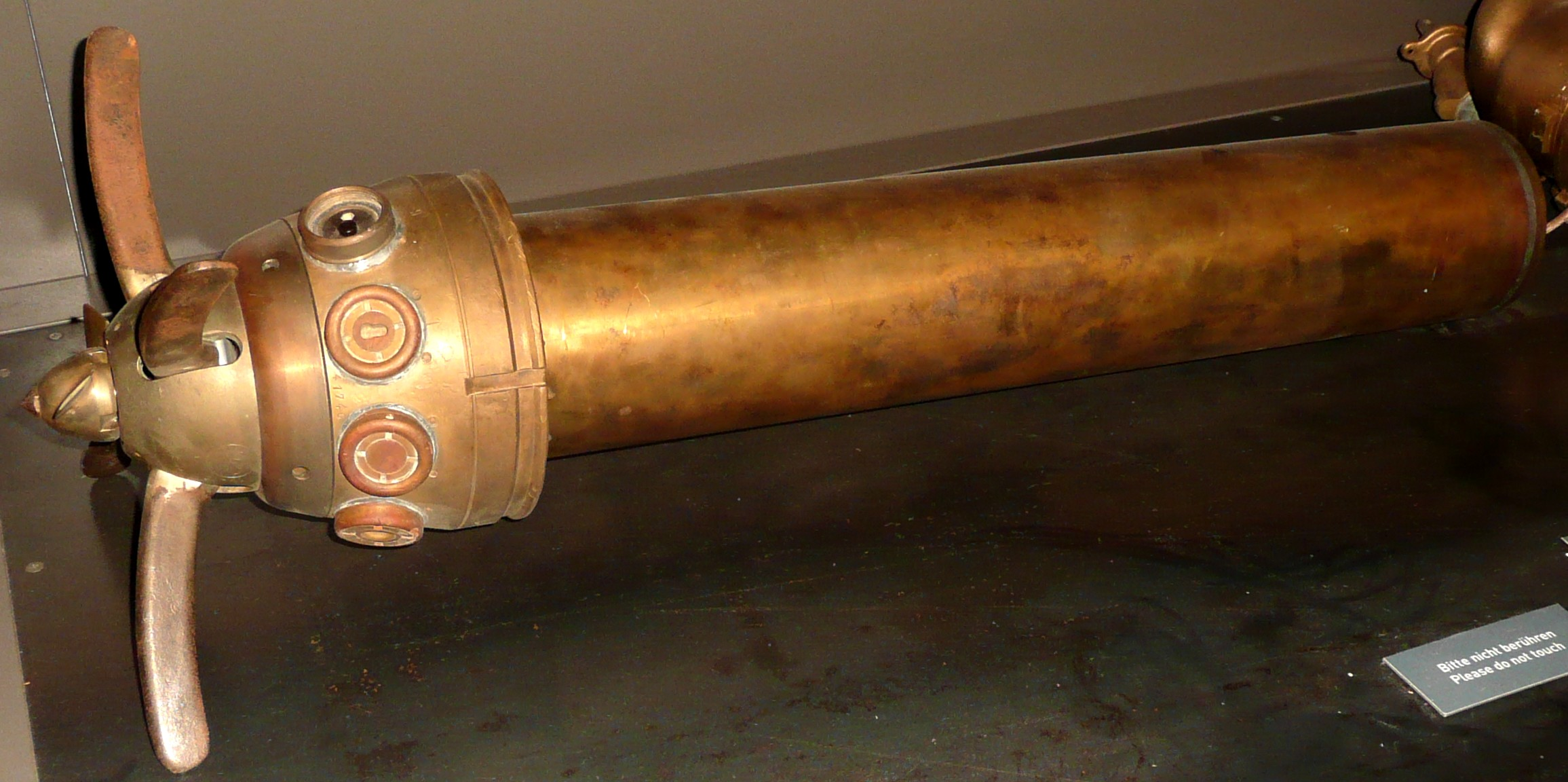
Контактный детонатор торпеды G7a

Головная часть с боевым зарядом на первых торпедах типа G7a имела относительно простой контактный детонатор. Для защиты лодки от возможного преждевременного взрыва торпеды детонатор имел хитроумный механизм — маленький винт, вращаемый встречным потоком воды, приводил детонатор в боевое положение не раньше, чем торпеда удалялась от лодки на расстояние до 30 метров.

## Производство
Трудозатраты на изготовление такой торпеды составляли от 3740 человеко-часов в 1939 г. до 1707 человеко-часов в 1943 г. (для сравнения — для производства одной электроторпеды G7e(Т2) требовалось 1255 человеко-часов).

## Боевое применение
Во Вторую Мировую войну подводный флот Германии вступил, имея на вооружении два основных типа торпед — парогазовые G7a и электрические G7e.Обе торпеды имели свои преимущества и недостатки. Главным недостатком парогазовой торпеды являлся хорошо заметный на воде пузырьковый след, вызванный работой паротурбинной установки. Но торпеда G7e, лишённая этого недостатка, имела небольшую, по сравнению с G7a, дальность хода — около 3000 метров. К тому же, она уступала парогазовой торпеде по скорости хода — 30 узлов против 45.Поэтому стандартный комплект подводных лодок Кригсмарине в 1939—1943 году состоял как из парогазовых, так и электрических торпед.
Торпеды, изготовленные до 1940 года, имели также ненадёжный гироскопический аппарат, который отвечал за контроль глубины хода торпеды. Поэтому, после первых отказов этой системы, немецкие подводники стали устанавливать минимальную глубину хода торпеды, чтобы устранить этот недостаток. Также доставлял много неприятностей в начале войны контактно-неконтактный взрыватель pi1, и тогда было зафиксировано много случаев отказа этого взрывателя. Очень часто торпеды с неконтактным взрывателем детонировали преждевременно, что как минимум демаскировало субмарину, или вовсе не взрывались при прохождении под целью. Контактный взрыватель тоже не был идеален — при углах соприкосновения с целью, значительно отличающихся от 90 градусов, торпеда просто рикошетировала от борта корабля. Все эти недостатки были довольно быстро устранены, уже после Датско-норвежской операции торпедное оружие Кригсмарине достигло удовлетворительного уровня.
Начиная с осени 1942 года, в связи с повышением эффективности противолодочных сил союзников Германским подводникам становилось всё труднее выходить в атаку на конвои союзников. Выходом из сложившейся ситуации стала установка на торпеды курсовых систем наведения (системы FaT и LuT) по замыслу, в случае, если торпеда не поразит цель на первом прямом участке траектории, то после прохождения этого прямого участка торпеда начинала совершать манёвры по заданным программам, как правило, «змейкой». Эта система была впервые установлена на торпеду G7a и имела весьма высокую эффективность. Появившаяся позже система FaT II имела два независимых гироскопа, что теоретически позволяло производить пуск торпеды по цели, находясь на любой позиции относительно курса цели. Сначала торпеда обгоняла цель, затем поворачивала на его носовые углы и только после этого начинала движение «змейкой» поперек курса движения цели.
С 1943 года из боекомплекта подводных лодок торпеда G7a начинает вытесняться более совершенной электрической торпедой G7e(T-III), которая к тому же была значительно проще в производстве. К концу войны в боекомплекте немецких подводных лодок находилось всего 2-4 торпеды G7a.

## Взрыватели
Первые германские магнитные взрыватели TZ1 были статического типа, реагировавшие на абсолютную величину напряженности вертикальной составляющей магнитного поля, их просто пришлось снять с вооружения в 1940 году после Норвежской операции. Они срабатывали после прохождения торпедой безопасной дистанции уже при легком волнении моря, на циркуляции или при недостаточно стабильном ходе торпеды по глубине.
Новые неконтактные взрыватели появились в боевых торпедах только в 1943 году. Это были магнитодинамические взрыватели типа Pi-Dupl, в которых чувствительным элементом являлась индукционная катушка. Взрыватели Pi-Dupl реагировали на скорость изменения вертикальной составляющей напряженности магнитного поля и на смену её полярности под корпусом корабля. Но радиус реагирования такого взрывателя составлял 2,5—3 м, а по размагниченным кораблям (в 1943 году) едва достигал 1 м.
Только к концу войны на вооружение германского флота приняли неконтактный взрыватель TZ2 , который имел узкую полосу срабатывания, лежащую за пределами частотных диапазонов основных видов помех. В результате даже по размагниченному кораблю он обеспечивал радиус реагирования до 2—3 м при углах встречи с целью от 30 до 150°. Минимальная глубина хода торпед с взрывателями Pi-Dupl и TZ2 составляла 2—3 м, а при глубине хода в 7 м взрыватель TZ2 практически не имел ложных срабатываний из-за волнения моря. Недостатком ТZ2 являлось необходимость обеспечить высокую относительную скорость торпеды и цели, что было не всегда возможно при стрельбе тихоходными электрическими торпедами.

## Характеристики
Торпеда имела следующие технические характеристики:
- Длина — 7186 мм.
- Диаметр корпуса — 533 мм.
- Масса — 1528 кг.
- Скорость — имелись 3 скоростных режима — 30, 40 и 44 узла.
- Дальность хода — 12500 м на 30 узлах, 7500 м на 40 узлах, 5500 м на 44 узлах.
- Вес боевого зарядного отделения — 280 кг.
- Взрыватель — KHB Pi1 или KHB Pi1 8.43-8.44
- Тип взрывателя — контактно-неконтактный

## Обозначение
Для германских торпед применялось следующее обозначение:
- Первая позиция — диаметр: F = 45 см, G = 50 или 53,3 см, H = 60 см, J = 70 см и M = 75 см
- Вторая позиция — длина: длина округлённая до целых метров
- Третья позиция — тип силовой установки: D = торпеда с «влажным подогревом» (Первая мировая), a = парогазовая, e = электрическая, u = перекись водорода

Таким образом G7a означает: парогазовая торпеда диаметром 53,3 см, длиною приблизительно 7 метров.

## Сравнение с аналогами
Предвоенные 533—550 мм торпеды для надводных кораблей
| Страна, год принятия на вооружение | Образец              | Калибр, мм | Длина, м | Общий вес, кг | Вес ВВ, кг, тип      | Дальность и скорость хода, км/уз |
| ---------------------------------- | -------------------- | ---------- | -------- | ------------- | -------------------- | -------------------------------- |
| , 1925                             | 23D                  | 550        | 8,28     | 2068          | 308, тротил          | 9/39, 13/35                      |
| , 1928                             | G7a                  | 533        | 7,19     | 1528          | 280, SW-18           | 5,5/44, 7,5/40, 12,5/30          |
| , 1928                             | W260/533.4×6.86      | 533        | 6,86     | 1550          | 260, тротил          | 3,0/42, 7,0/32, 9,2/30, 12,0/26  |
| , 1930                             | Mk.IX                | 533        | 7,28     | 1693          | 340, тротил          | 9,6/36, 12,4/30                  |
| , 1931                             | Type 89              | 533        | 7,16     | 1668          | 300, Type 91         | 5,5/45, 6/43, 10/35              |
| , 1932                             | 23DT                 | 550        | 8,58     | 2105          | 415, тротил          | 9/39, 13/35                      |
| , 1936                             | 53-36                | 533        | 7,0      | 1700          | 300, тротил          | 4,0/43,5, 8,0/33,0               |
| 1936                               | Мк-15                | 533        | 6,9      | 1560          | 224, тротил          | 5,5/45, 9,15/33,5, 13,7/26,5     |
| , 1938                             | 53-38                | 533        | 7,2      | 1615          | 300, тротил          | 4,0/44,5, 8,0/34,5, 10,0/30,5    |
| , 1937                             | W270/533.4×7.2       | 533        | 7,2      | 1700          | 270, тротил          | 4,0/43, 12,0/30                  |
| , 1935                             | Si270/533.4×7.2      | 533        | 7,2      | 1700          | 270, ТГА             | 4,0/46, 8,0/35, 12,0/29          |
| , 1937, , 1938                     | W300/533.4×7.2, Mk.Х | 533        | 7,2      | 1693          | 300, тротил          | 3,0/47, 5,0/43, 8,0/36, 12,0/29  |
| , 1936                             | G7a                  | 533        | 7,19     | 1528          | 280, SW-36 или SW-39 | 5,5/44, 7,5/40, 12,5/30          |
| , 1938                             | Mk.IX**              | 533        | 7,28     | 1693          | 330, тротил          | 10,1/41, 13,7/35                 |

## Комментарии
1. ↑  смесь гексанитродифениламина (NHD), тринитротолуо́ла и алюминия
2. ↑  итальянская тротилогексагеноалюминивая смесь
3. ↑  Стояла на вооружении реквизированных эсминцев и поставлялась на экспорт